# Risca West
Risca West är en community i Caerphilly i Wales. Den har 5 229 invånare (2011).  Communityn utgör en del av orten Risca.